# Morpho pellana
Morpho pellana är en fjärilsart som beskrevs av Hans Fruhstorfer. Morpho pellana ingår i släktet Morpho och familjen praktfjärilar. Inga underarter finns listade i Catalogue of Life.